# Myosotis sicula
Myosotis sicula là loài thực vật có hoa trong họ Mồ hôi. Loài này được Guss. mô tả khoa học đầu tiên năm 1843.